# Joachim K. Rühl
Joachim Klaus Rühl (* 6. März 1939 in Berlin) ist ein deutscher Sportwissenschaftler und Sporthistoriker.

## Leben
Nach dem Abitur 1958 in Trier studierte er Sport und Englisch an der Universität des Saarlandes in Saarbrücken. Nach dem 1. Staatsexamen 1964 und dem 2. Staatsexamen für das höhere Lehramt 1966 wurde er Assistent am Anglistischen Seminar der Universität. Promotion in Anglistik 1970 (Die 'Olympischen' Spiele Robert Dovers. 1612 – 1969). 1972 Berufung zum Assistenzprofessor für Theorie der Leibesübungen. 1976 Akademischer Oberrat an der Sporthochschule Köln. Hier Verwaltungsaufgaben und Lehre in Sportgeschichte. 1973 Gründungsmitglied, später Schatzmeister der HISPA (Internationale Vereinigung der Sporthistoriker). 1995 Gründungsmitglied, Generalsekretär und Schatzmeister, 1997–1999 Präsident, später Fellow des European Committee  for Sports History.  Sein wesentliches Forschungsgebiet ist der Sport der frühen Neuzeit und die lokale Sportgeschichte. Von 1967 an gab er zweimal jährlich Studium der Leibeserziehung (später Sportwissenschaft) heraus, das 1999 nach 65 Folgen eingestellt wurde. Hierin wurden alle personellen und inhaltlichen Veränderungen der Institute für Leibesübungen in der Bundesrepublik und Österreich aktuell dargestellt. Der WorldCat hat 280 Bücher von ihm.